# گراند کانیون ایرلاینز
گراند کانیون ایرلاینز (به انگلیسی: Grand Canyon Airlines) یک شرکت هواپیمایی با کد یاتا YR است که در تاریخ ۱۹۲۷ میلادی تأسیس شده است. دفتر مرکزی گراند کانیون ایرلاینز در توسایان، آریزونا، ایالات متحده آمریکا واقع شده‌است و به ۴ مقصد، پرواز مستقیم انجام می‌دهد.